# Lockpris
Lockpris innebär i detaljhandeln, att vissa varor i en butik säljs till extra låga priser (ofta under en kampanjvecka) för att in i butiken locka kunder, som förhoppningsvis även passar på att köpa andra varor med ordinarie priser och vinstmarginaler. Lockpris innebär vid fastighetsförmedling att det föreslagna priset väsentligen understiger marknadsvärdet eller det pris som säljaren är beredd att acceptera.  

## Lagstiftning

### Sverige

#### Varor
Detta förfarande är fullt lagligt så länge tillräckligt med lockprisvaror finns i lager för att tillfredsställa åtminstone merparten av kunderna, helst alla kunderna. Annorlunda är situationen, om endast ett fåtal exemplar av lockprisvaran finns i lager, så att endast en bråkdel av kunderna under kampanjperioden får köpa lockprisvaran. Ett sådant förfarande utgör brott mot marknadsföringslagen, 4 §, liksom fallet är om endast de första kunderna på morgonen får köpa till det låga priset och övriga kunder får betala ordinarie pris.

#### Fastigheter
Användning av lockpriser bryter mot den nya fastighetsmäklarlagen (2011:666, ej att förväxla med den gamla lagen) om det är en fastighetsmäklare som använder lockpris. Straffet för mäklaren pendlar mellan ingen påföljd, varning och avregistrering som mäklare.
Propositionen (ett förarbete till lagen) erbjuder en definition av begreppet lockpris (en definition som även fått spridning i media):
En fråga som har diskuterats de senaste åren är s.k. lockpriser i annonser. Med detta brukar menas att förmedlingsobjektet i marknadsföringen bjuds ut till ett pris som väsentligen avviker från det bedömda marknadsvärdet eller som ligger väsentligt under det som säljaren är beredd att acceptera.
Lagen diskuterar god fastighetsmäklarsed, men inte lockpriser. Istället är det propositionen som gör kopplingen mellan lockpriser och avsaknad av god fastighetsmäklarsed:
Eventuella problem med s.k. lockpriser får i första hand hanteras inom ramen för god fastighetsmäklarsed och god marknadsföringssed.
Lagen anger att en fastighetsmäklare måste vara lämplig (6 §). Lagen anger att mäklarens registrering skall återkallas om mäklaren inte längre är lämplig, men säger också att det kan räcka med en varning (29 §). En person som mäklar yrkesmässigt utan registrering döms till fängelse (31 §).